# Neurofibroma
Un neurofibroma è un tumore benigno della guaina nervosa nel sistema nervoso periferico. Nel 90% dei casi, si trovano come tumori autonomi, mentre il resto si trova in persone con neurofibromatosi di tipo 1 (NF1), una malattia ereditaria geneticamente dominante autosomica. Possono provocare una serie di sintomi dalla sfigurazione fisica e dal dolore alla disabilità cognitiva.
I neurofibromi derivano da cellule di Schwann di tipo non mielinizzante che presentano inattivazione biallelica del gene NF1 che codifica per la proteina neurofibromina 1. Questa proteina è responsabile della regolazione della via di segnalazione della crescita cellulare mediata dalla proteina RAS. A differenza degli schwannomi, un altro tipo di tumore derivante dalle cellule di Schwann, i neurofibromi incorporano molti altri tipi di cellule ed elementi strutturali oltre alle cellule di Schwann, rendendo difficile l'identificazione e la comprensione di tutti i meccanismi attraverso i quali hanno origine e sviluppo.

## Tipologie
I neurofibromi sono stati suddivisi in due grandi categorie: cutanea e plessiforme. I neurofibromi cutanei sono associati a un singolo nervo periferico, mentre i neurofibromi plessiformi sono associati a più fasci nervosi. Secondo il sistema di classificazione dell'Organizzazione mondiale della sanità, i neurofibromi dermici e plessiformi sono tumori di grado I. Il neurofibroma plessiforme è più difficile da trattare e può trasformarsi in tumori maligni. Il neurofibroma cutaneo non diventa maligno.

### Neurofibroma cutaneo

#### Anatomia
I neurofibromi del derma (a volte indicati come neurofibromi cutanei) hanno origine nei nervi della pelle. Si distinguono tre tipi:
- Neurofibromi cutanei discreti: Masse sessili o peduncolate sulla pelle, che sono carnose e non tenere, e di varie dimensioni.
- Neurofibromi sottocutanei discreti: incapsulati sotto pelle, sembrano dossi sulla pelle, che a volte possono essere teneri.
- Neurofibromi nodulari profondi: interessano i tessuti e gli organi sotto il derma, ma assomigliano ai neurofibromi cutanei e sottocutanei.

#### Età di insorgenza
I neurofibromi cutanei insorgono in genere durante l'adolescenza e sono spesso associati all'insorgenza della pubertà. Continuano ad aumentare di numero e dimensioni per tutta l'età adulta, sebbene esistano dei limiti su quanto aumentano.

#### Complicazioni mediche
I neurofibromi cutanei possono causare bruciore, prurito, dolore e deturpazione.
Non è stata trovata alcuna prova di trasformazione maligna.

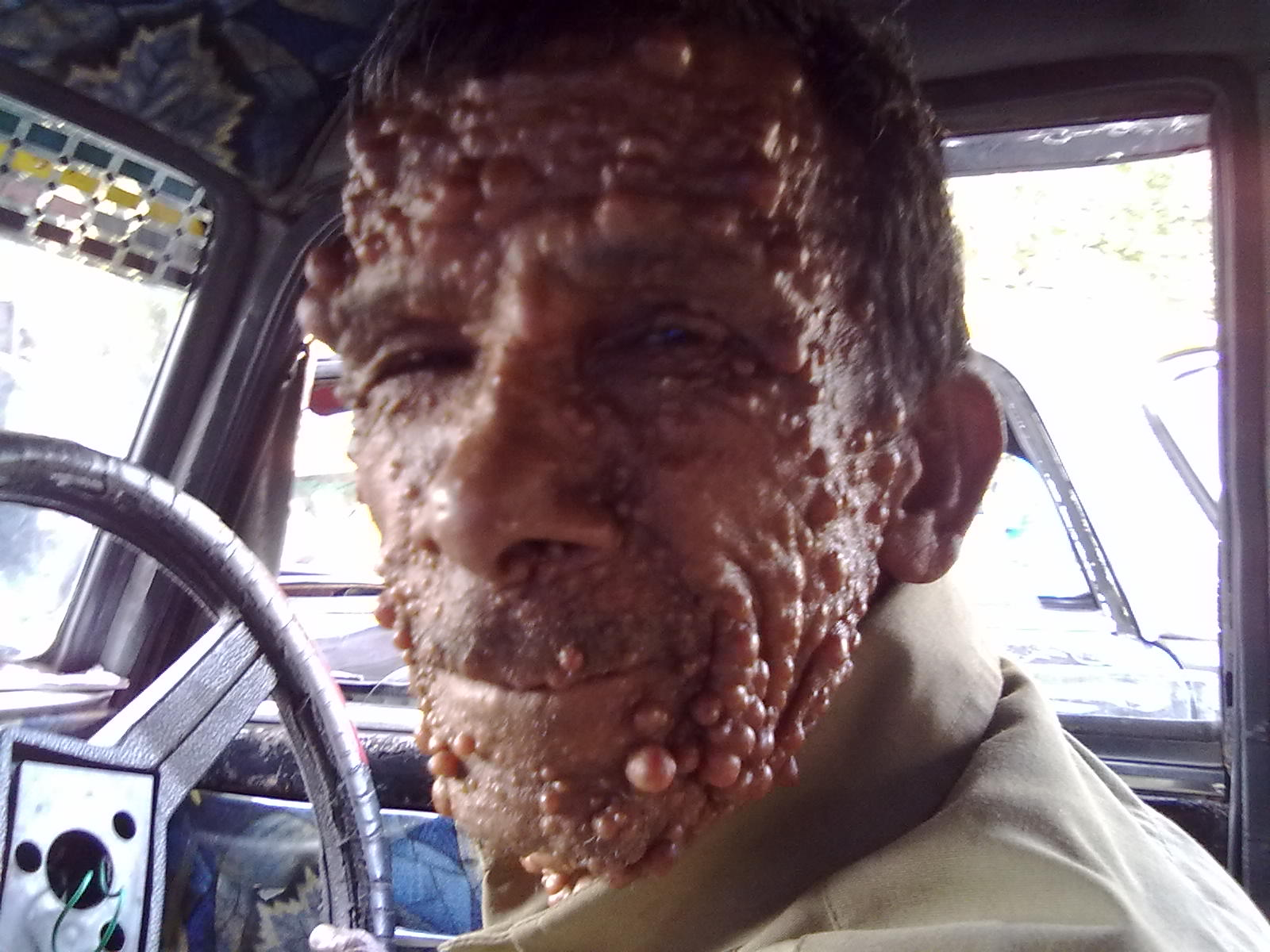
Neurofibroma cutaneo in una persona le cui lesioni sono comparse per la prima volta da adolescente

### Neurofibroma plessiforme

#### Anatomia

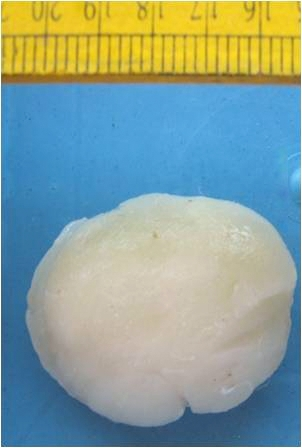
Immagine del neurofibroma che mostra l'aspetto mixoide

I neurofibromi plessiformi possono crescere dai nervi della pelle o da più fasci nervosi interni e possono essere molto grandi. I neurofibromi plessiformi interni sono molto difficili da rimuovere completamente perché si estendono attraverso più strati di tessuto e il tentativo di rimozione totale danneggerebbe tessuti o organi sani.

#### Età di insorgenza
I neurofibromi plessiformi si verificano in età infantile e si pensa siano difetti congeniti.

#### Complicazioni mediche
Il neurofibroma plessiforme può causare deturpazione, deficit neurologici e altri deficit clinici.
I neurofibromi plessiformi possono potenzialmente causare gravi complicazioni cliniche se si verificano in determinate aree.
Circa il 10% dei neurofibromi plessiformi viene trasformato in un tumore maligno della guaina del nervo periferico. La formazione di tumori maligni da neurofibromi è associata alla perdita di espressione del gene P16 o P53 in cellule di Schwann non mielinizzanti che presentano anche inattivazione biallelica del gene NF1 .

## Diagnosi

Immagine istopatologica del neurofibroma cutaneo ottenuta mediante biopsia

Un esame del sangue per l'attività inibitoria del melanoma proteico può essere utilizzato per rilevare la presenza di neurofibromi.

## Trattamenti

### Neurofibroma cutaneo
I neurofibromi cutanei di solito non vengono rimossi chirurgicamente a meno che non siano dolorosi o sfiguranti, perché in genere ce ne sono tanti e non sono pericolosi.
I laser CO2 sono stati usati per rimuovere i neurofibromi cutanei. Il trattamento di pazienti con neurofibromi estesi con [a] laser a CO2 è ancora la scelta migliore. Tuttavia, si consiglia vivamente di eseguire un trattamento di prova per giudicare l'efficacia della procedura e se la cicatrice sviluppata è un compromesso accettabile."

### Neurofibroma plessiforme

#### Chirurgia
A partire dal 2002, l'opzione di trattamento principale per il neurofibroma plessiforme era la chirurgia.
La rimozione dei neurofibromi plessiformi è difficile perché possono essere grandi e attraversare i confini dei tessuti. Tuttavia, oltre al dolore, i neurofibromi plessiformi vengono talvolta rimossi a causa della possibilità di trasformazione maligna.

#### Radiazioni
Una volta che un neurofibroma plessiforme ha subito una trasformazione maligna, la radioterapia e la chemioterapia possono essere utilizzate come trattamento. Tuttavia, le radiazioni non vengono generalmente utilizzate come trattamento per i neurofibromi plessiformi a causa delle preoccupazioni che ciò potrebbe effettivamente favorire la trasformazione maligna. C'è stato persino un caso documentato di uno Schwannoma indotto da un neurofibroma a causa della radioterapia.

### Farmaci
Gli ACE-inibitori sono stati proposti come nuovo trattamento dei neurofibromi. Gli ACE-inibitori sono attualmente utilizzati per il trattamento dell'ipertensione e dell'insufficienza cardiaca congestizia, per evitare rimodellamenti e reinfarti dopo infarto del miocardio e per migliorare la nefropatia diabetica e altre malattie renali. Gli ACE-inibitori agiscono regolando indirettamente verso il basso il fattore di crescita trasformante beta, che è un fattore di crescita che ha dimostrato di influenzare lo sviluppo dei tumori.

### Nessun effetto
Il pirfenidone inibisce la crescita dei fibroblasti. Gli studi non hanno mostrato alcun miglioramento rispetto ai controlli.
Tipifarnib (noto anche come farmaco R115777) inibisce l'attivazione di RAS. Questo farmaco è un inibitore della farnesiltransferasi che inibisce la Ras chinasi in una fase di modifica post-traslazionale prima che il percorso della chinasi diventi iperattivo. Ha superato con successo gli studi clinici di fase 1 ma è stato sospeso (NCT00029354) nella fase 2 dopo aver mostrato alcun miglioramento rispetto ai controlli.